# Iserlohn
Iserlohn is een stad en gemeente in de Duitse deelstaat Noordrijn-Westfalen, gelegen in de Märkischer Kreis in Sauerland. De gemeente telt 91.815 inwoners (31 december 2020) op een oppervlakte van 125,51 km².
Omwille van de grote beboste oppervlakte, draagt Iserlohn de bijnaam „Waldstadt“ (woudstad).

## Stadsdelen

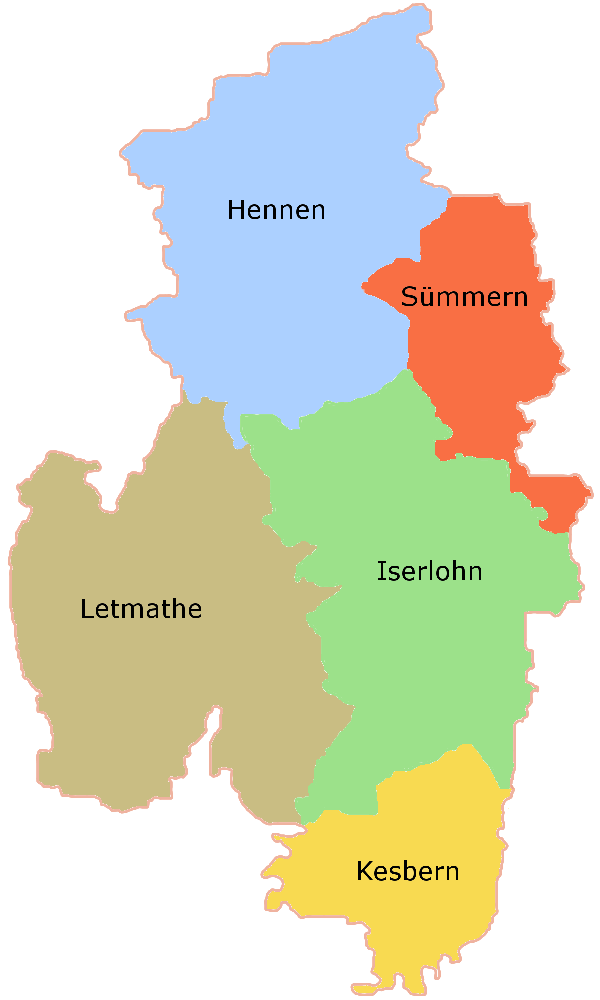
Stadsdistricten van Iserlohn
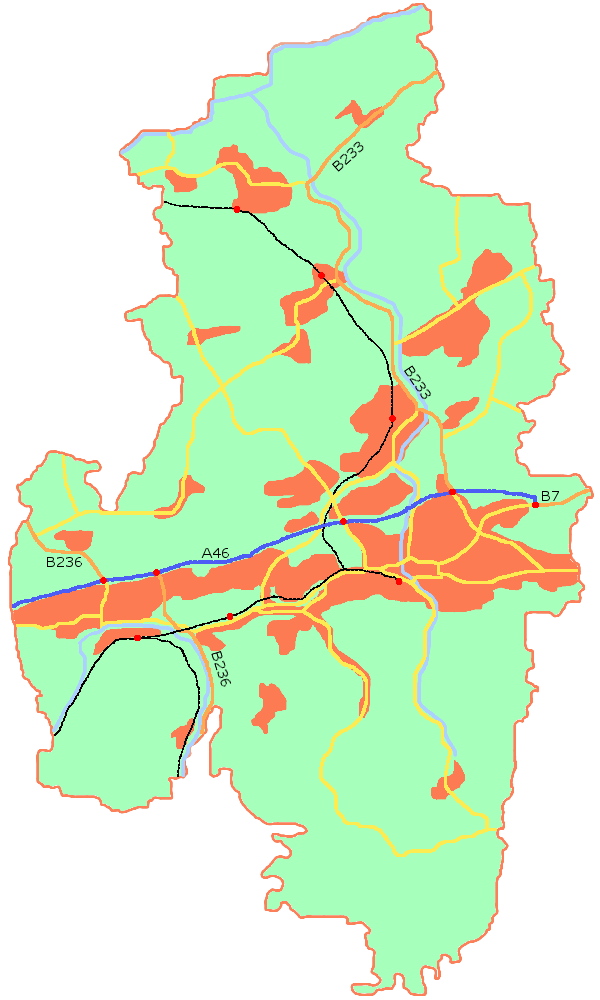
Hoofdverkeersaders. De rode stippen aan zwarte (spoor)lijnen zijn spoorweghaltes of-stations. De rode stippen aan blauwe lijn (A46) zijn afritten van deze Autobahn. De oranje lijnen zijn Bundesstraßen.

De vijf stadsdistricten (Stadtbezirke) van Iserlohn zijn:
- Iserlohn-stad (Kernstadt)
- Letmathe
- Sümmern
- Kesbern
- Hennen.

### Bevolkingscijfers[2]
Peildatum: 31 december 2019.
Achtereenvolgens: 
- district (en onderliggende stadsdelen en -wijken):
- aantal inwoners in totaal;
- aantal permanent ter plaatse wonende personen;
- aantal ter plaatse ingeschreven personen, die ofwel een tweede woning te Iserlohn hebben, maar hun hoofdverblijf elders, ofwel buitenlanders met tijdelijke verblijfsvergunning zijn.[3]

- District 0-3 Stadtbezirk Iserlohn: 52.540; 52.010; 530 
  - 0 Zentrum Iserlohn: 21.691; 21.449; 242
    - 01 Stadtkern - Mitte: 1.984; 1.966; 18
    - 02 Stadtkern - Nord: 2.786; 2.768; 18
    - 03 Stadtkern - Ost: 3.057; 3.034; 23
    - 04 Stadtkern - Süd: 2.055; 2.042; 13
    - 05 Stadtkern - West: 2.914; 2.883; 31
    - 06 Dördel: 2.401; 2.376; 25
    - 07 Bömberg/Tyrol: 3.988; 3.924; 64
    - 08 Wiemer/Hardtstraße: 2.506; 2.456; 50

  - 1 Zentrumsrand Iserlohn: 20.079; 19.871; 208 
    - 11 Ackenbrock: 3.730; 3.687; 43
    - 12 Dröscheder Feld: 1.715; 1.696; 19
    - 13 Nußberg/Hemberg: 4.743; 4.698; 45
    - 14 Seilersee/Löbbeckenkopf: 2.995; 2.946; 49
    - 15 Wermingsen/Wiesengrund: 6.896; 6.844; 52

  - 2 Nordwest - Stadtteile Iserlohns: 9.820; 9.747; 73 
    - 21 Wolfskoben: 2.378; 2.356; 22
    - 22 Gerlingsen: 3.971; 3.933; 38
    - 23 Hombruch: 2.562; 2.553; 9
    - 24 Iserlohner Heide/industrieterrein: 909; 905; 4

  - 3 Obergrüne/Stadtwald: 950; 943; 7 
    - 31 Obergrüne/Stadtwald: 950; 943; 7
- 4-6 Stadtbezirk Letmathe: 25.240; 25.013; 227 
  - 4 Zentrum Letmathe: 10.482; 10.405; 77 
    - 41 Letmathe - Mitte: 4.692; 4.649; 43
    - 42 Volksgarten/Mühlenstraße: 2.537; 2.522; 15
    - 43* Nordfeld/Dümpelacker: 3.253; 3.234; 19

  - 5 Nördl. Rand Letmathe: 8.216; 8.132; 84 
    - 51 Stübbeken/Grürmannsheide: 1.153; 1.132; 21
    - 52 Dröschede: 4.060; 4.018; 42
    - 53 Oestrich: 3.003; 2.982; 21

  - 6 Südl. Rand Letmathe: 6.542; 6.476; 66 
    - 61 Untergrüne: 1.760; 1.744; 16
    - 62 Roden: 1.470; 1.452; 18
    - 63 Lössel/Pillingsen: 1.409; 1.388; 21
    - 64 Genna/Lasbeck: 1.903; 1.892; 11
- 7 Hennen/Kalthof: 9.422; 9.313; 109 
  - 71 Hennen/Rheinen: 5.031; 4.977; 54
  - 72 Drüpplingsen: 1.014; 982; 32
  - 73 Kalthof/Umland: 3.377; 3.354; 23
- 8 Sümmern: 6.789; 6.692; 97
  - 81 Sümmern - Süd: 4.053; 4.005; 48
  - 82 Sümmern - Nord: 1.997; 1.963; 34
  - 83 Griesenbrauck/Bilveringsen: 739; 724; 15
- 9 Kesbern: 381; 376; 5 
  - 91 Kesbern: 381; 376; 5

Totaal gehele stad Iserlohn: 94.372; 93.404; 968

## Verkeer en vervoer
Iserlohn ligt in een aantal vrij diepe rivier- en beekdalen (waaronder dat van de Lenne) in het westelijke deel van het Sauerland. Geologisch wordt dit gerekend tot het noordoostelijke deel van het Rijnlands leisteenplateau.  De meeste stadsdelen zijn langgerekte wijken, die deze dalen hebben doen verstedelijken. De dalen liggen op 160 à 200 meter boven zeeniveau, terwijl de omringende heuvels tot ruim 400 meter hoog reiken.

### Wegverkeer
Door de gemeente loopt van west naar oost de Autobahn A46, met op het gebied van de gemeente afritten 45 t/m 48. Aan de oostrand van de gemeente gaat deze Autobahn over in de Bundesstraße 7. Plannen, om deze Autobahn langs Hemer in oostelijke richting door te trekken, stuiten op vooralsnog onoplosbare problemen: het tracé zou door sterk heuvelachtig terrein gaan lopen, wat de bouw van kostbare tunnels of viaducten nodig maakt; verder zijn er uit milieu-oogpunt bedenkingen tegen meer Autobahnen in deze aan natuurschoon rijke regio.
De Bundesstraße 236 komt vanuit Schwerte in het noorden tot in het Iserlohner stadsdeel Oestrich en kruist daar de A46 bij afrit 46. Verder zuidelijk loopt deze Bundesstraße dan langs de Lenne naar Altena, Werdohl en Plettenberg.
In Iserlohn begint bij afrit 48 van de A46 de noordwaarts lopende Bundesstraße 233 richting Unna.

### Openbaar vervoer
Op het grondgebied van Iserlohn lopen twee spoorlijnen, waarop passagiersvervoer plaatsvindt:
- De lijn Letmathe–Iserlohn (RE 16 en RB 91). De verlenging ervan naar Hemer werd opgebroken. Het traject Letmathe-Iserlohn Stadtbahnhof is de spoorlijn, waar de trein ook bij het station aan de Dechenhöhle stopt.

Op het station Iserlohn-Letmathe, ten westen van Iserlohn Stadtbahnhof, worden de treinen vanuit Iserlohn aangekoppeld aan, en de treinen naar Iserlohn afgesplitst van de treinen die tussen o.a. Hagen en Siegen rijden over de spoorlijn Hagen - Haiger. Deze spoorlijn is op het bovenstaande kaartje van hoofdverkeersaders linksonder zichtbaar als een omgekeerde letter U. Op station Iserlohn-Letmathe stoppen de RB91 en RE16. Eventuele intercity-treinen voeren de (ont-)koppeling te Letmathe uit zonder dat reizigers er in of uit kunnen stappen.
- De Ardey-Bahn (RB 53): Iserlohn–Schwerte–Dortmund

Er zijn nog zes stations of haltes in gebruik. Het belangrijkste daarvan is Iserlohn Stadtbahnhof, dat zich iets ten westen van het stadscentrum bevindt. Bij dit hoofdstation bevindt zich de ZOB (het busstation) van de stad. Dit busstation wordt door enige redelijk frequent rijdende streek- en stadsbusdiensten aangedaan. Het station is schakel in enige langeafstands-wandelroutes door o.a. het Sauerland en heeft daarom in 2010 de betiteling Wanderbahnhof verkregen. Het station herbergt ook een volkshogeschool en het toeristische informatiepunt van de gemeente Iserlohn.
Het spoorwegstation Iserlohn-Letmathe is van belang voor regionaal goederentransport. Het is voor een deel speciaal ingericht voor truck-rail-overslag van ter plaatse geproduceerde metalen halfproducten, die in de plaatselijke metaalindustrie vervaardigd zijn, alsmede voor rail-truck-overslag van van elders voor die industrie aangevoerde grondstoffen.
Het spoorwegstation Iserlohn Ost is sinds 1989 gesloten.
Nabij het Stadtbahnhof bevindt zich het busstation (ZOB) van Iserlohn, vertrekpunt van verscheidene streek-, stads- en scholierenbussen.

### Overig verkeer
De rivier de Lenne is, evenals de kleinere zijbeken ervan in Iserlohn (Baarbach; Grüner Bach), niet bevaarbaar.  De rivier de Ruhr vormt de uiterste noordgrens van de gemeente.
Hoewel er een aantal fietspaden door de gemeente lopen, wordt het gebruik van de fiets bemoeilijkt door de hoogteverschillen en door de omstandigheid, dat de meeste hoofdwegen door de beekdalen lopen, en fietsers deze vaak met autoverkeer moeten delen.
Door de gemeente lopen enige langeafstands-wandelroutes, die met name toeristisch van aard zijn.

## Geschiedenis
Ongeveer 390 miljoen jaar geleden, tijdens de geologische periode Devoon, vormde zich bij het huidige Iserlohn een dikke laag kalksteen, waarin later talrijke grotten ontstonden. De Dechenhöhle is daarvan de bekendste. Tienduizenden jaren lang, vanaf de Oude Steentijd, dienden deze grotten als schuil- of tijdelijke woonplaats voor mens en dier. Talrijke door archeologisch onderzoek ontdekte artefacten en dierenbotten getuigen hiervan.
Rond 985 werd de St. Pancratius van Iserlohn als dochterkerk van de St. Vincentiuskerk te Menden gebouwd. Rondom dit godshuis ontstond de eerste nederzetting van betekenis. In 1150 wordt deze als Lon ( "bij het bos met open plekken") vermeld. De aanwezigheid van winbaar ijzererts in de omgeving zorgde voor het voorvoegsel Iser-, zodat de plaatsnaam kan worden verklaard als bij het aan ijzer rijke open bos. Een tweede nederzetting ontstond rondom de huidige Mariakerk; deze twee stadsdelen groeiden pas in de 19e eeuw tot de huidige stad aaneen.   In de middeleeuwen lag Iserlohn aan de rand van het Graafschap Mark, bij de grens met de noorderbuur het Graafschap Limburg (Lenne) (waarvan het huidige stadsdeel Letmathe deel uitmaakte; in de middeleeuwen was iemand uit Letmathe voor iemand uit Iserlohn dus een buitenlander). Graaf Adolf I van der Mark verleende Iserlohn in 1237 stadsrechten. Rond 1300 werd het stadje uitgebreid en van een nieuwe, stenen stadsomwalling voorzien. Met name in de vroege 14e eeuw was Iserlohn een bloeiend en niet onbelangrijk stadje.  Dit kwam niet in het minst, doordat in deze streek al sedert de 14e eeuw ijzererts werd gewonnen, en wel het zogenaamde Osemund-erts. Dit is specifiek geschikt voor de productie, door middel van draadtrekken, van ijzerdraad en maliënkolders. Hout om de smidsvuren mee te stoken was in de omliggende bossen rijkelijk aanwezig, en de vele, soms snelstromende, beken maakten de bouw van hamermolens mogelijk, waardoor de productie groter kon worden. Van de 15e tot de 19e eeuw werd bovendien zinkcarbonaat of galmei gedolven, een grondstof voor messing. In de late middeleeuwen is Iserlohn als bijstad van Unna of Hamm lid van de Hanze geweest.  Tussen 1448 en 1712 werd Iserlohn in totaal ten minste negen keer door een stadsbrand geheel of gedeeltelijk verwoest. Tot die tijd waren veel smederijen in het stadje gevestigd, wat het brandgevaar tussen de houten vakwerkhuizen vergrootte.
Als gevolg van  de Gulik-Kleefse Successieoorlog kwam het bij de reformatie in de 16e eeuw overwegend protestants geworden Iserlohn in 1609 aan de Mark Brandenburg en tien jaar later aan het Hertogdom Pruisen. Dit ging in 1701 weer over in het Koninkrijk Pruisen.
De 18e eeuw was een economische bloeiperiode voor Iserlohn. De metaalproductie kreeg een vroeg-industrieel karakter. Naast draad en naalden werden vanaf 1755 ook in geheel Duitsland beroemd geworden tabakdozen van messing gemaakt. In deze dozen werden op kunstige wijze Pruisische propagandistische afbeeldingen en symbolen aangebracht.
De door de oorlogen van de Napoleontische tijd gedurende circa 20 jaar onderbroken bloeiperiode duurde tot circa 1840. In deze tijd was Iserlohn een industriestad, die even groot en belangrijk was als Dortmund, en die tienduizend inwoners telde. De stad had veel, vooral rooms-katholieke, arbeiders uit de omgeving aangetrokken. Sedertdien is het aantal protestantse en katholieke christenen in de stad ongeveer gelijk.
De industriële bloei bracht met de opkomst der arbeidersbeweging ook sociale onrust met zich mee. In 1840 waren er de eerste grote stakingen in de metaalsector. In mei  1849 kwam het in verband met de Duitse Revolutie in Westfalen, met name in Iserlohn en het naburige Hagen tot oproer. Een revolutionaire groepering, die voorstandster was van handhaving van de Grondwet voor het Duitse Rijk (maart 1849), die door het Frankfurter Parlement was goedgekeurd,  en die vooral uit reservesoldaten bestond, greep er de macht. Op 10 mei nam een revolutionair comité, geleid door een advocaat, de "gematigde democraat" Karl Schuchart, die probeerde een matigende invloed uit te oefenen, het stadsbestuur over. Pruisische troepen grepen in en veroverden Iserlohn op 17 mei. De soldaten, van wie een commandant vanuit een hinderlaag was doodgeschoten, richtten een bloedbad onder de burgerbevolking aan, waarbij ca. 100 doden vielen. Iserlohn moest daarna een jaar lang de kosten van een zware Pruisische militaire bezetting dragen.
Na circa 1850 verplaatste de industrie zich geleidelijk naar het Ruhrgebied. De grote machines voor modernere fabrieken konden met de daar gedolven steenkool goedkoper worden aangedreven, en ook logistiek lag Iserlohn, tussen hoge heuvels, die de aanleg van grote spoorlijnen en wegen bemoeilijkten, en verder van de Rijn verwijderd, ongunstiger. Kleinere, sterk gespecialiseerde metaalbedrijven bleven echter te Iserlohn zitten en een aantal ervan is tot op de huidige dag blijven bestaan. De laatste naaldenfabriek, die was overgestapt op speciale schrijfpennen, is pas in de 21e eeuw failliet gegaan. Iserlohn werd vanaf 1855 op het spoorwegnet aangesloten, maar de stad lag niet aan belangrijke lijnen. In 1868 werd bij werk aan een spoorweg de Dechenhöhle ontdekt. Deze grot ontwikkelde zich spoedig tot een toeristische attractie.
In de nazi-tijd werd ook te Iserlohn vanaf de Kristallnacht in november 1938 met de jodenvervolging begonnen. Van het joodse leven in de stad getuigen alleen nog enkele naoorlogse gedenktekens. Vanaf 1934 was Iserlohn door de bouw van drie kazernes een garnizoensstad geworden. Na de Tweede Wereldoorlog, waarin de schade in de stad beperkt bleef, werden de kazernes door het Britse leger en in 1969 door de Bundeswehr overgenomen. Rond 1990 eindigde de militaire activiteit in de stad en de kazernes werden tot hogeschool, bedrijfsverzamelgebouw en wooncomplex ombestemd. In  1975 werden Letmathe, voordien een aparte stad, Sümmern, Kesbern en Hennen in het kader van een gemeentelijke herindeling delen van de stad Iserlohn.

## Economie
Uit de bloeiperode van de metaalindustrie van Iserlohn dateert een grote, nog bestaande fabriek van allerlei soorten metalen kettingen.
Andere middelgrote bedrijven van bovenregionaal belang in de gemeente produceren o.a. metalen auto-onderdelen, lampen, badkamer-armaturen, bakelieten producten en kantoorartikelen (fa. Durable).
Vanwege de ligging nabij het Sauerland en diverse bezienswaardigheden (zie onder) is het toerisme ook van economisch belang voor Iserlohn.
De dienstensector is goed vertegenwoordigd, met o.a. een jeugdgevangenis, een Amtsgericht, een Arbeitsgericht, een regionaal belastingkantoor, enige wetenschappelijke instellingen (zie onder) en twee ziekenhuizen, waarvan één een vakschool voor kinderverpleegkundigen heeft.
Opvallend is de Vuilnis-Economische Bibliotheek, de grootste Duitse vakbibliotheek voor bedrijven en wetenschappers, die zich met afvalverwerking en -recycling bezig houden.

## Wetenschap en hoger onderwijs

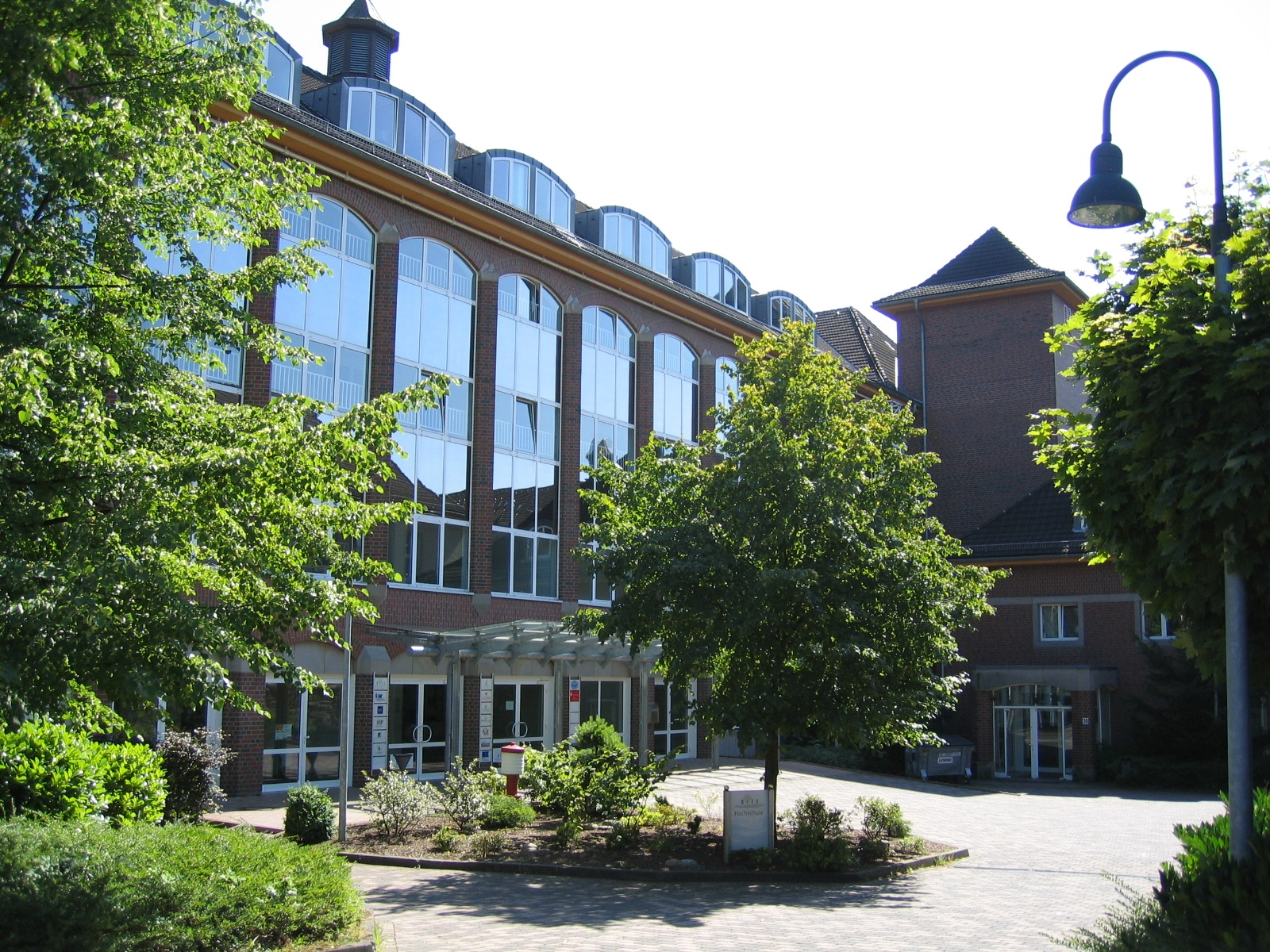
Hoofd- en collegegebouw University of Applied Sciences Europe te Iserlohn
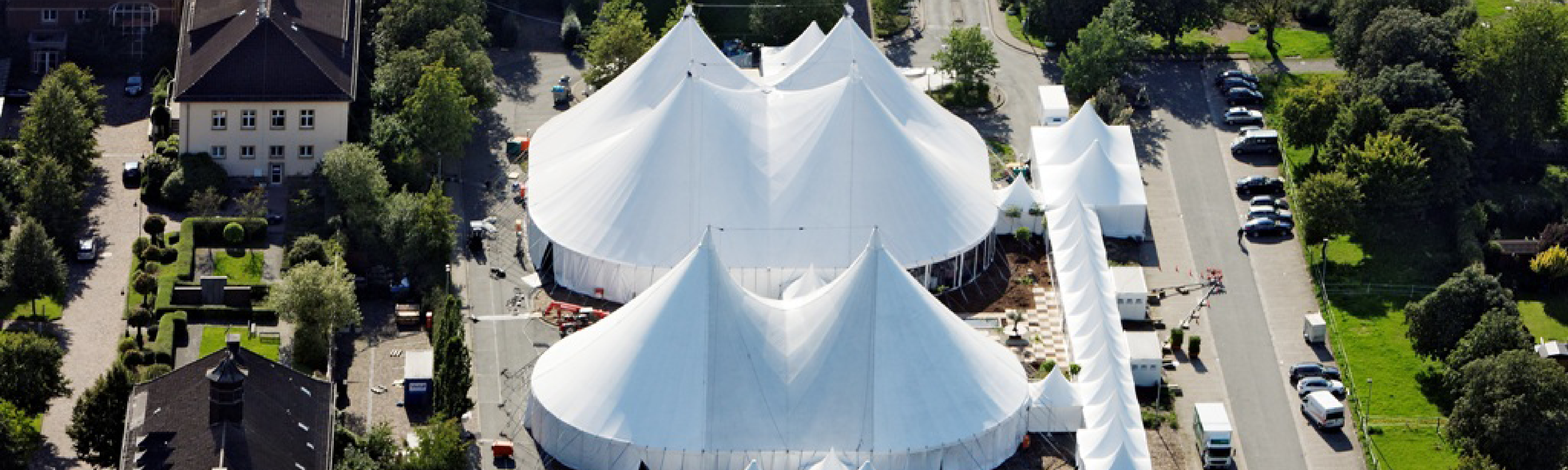
Tentenstad van het Campus Symposium

Te Iserlohn is een particuliere instelling voor hoger onderwijs gevestigd met de naam University of Applied Sciences Europe. Deze instelling heeft nevenvestigingen te Hamburg en Berlijn. Veel van de colleges worden in de Engelse taal gegeven. De University of Applied Sciences Europe heette vanaf haar oprichting in 2008  tot 2017 BiTS Business and Information Technology School GmbH.
Aan dit instituut kan men door de Duitse overheid erkende academische graden bereiken na voltooide studie in onder andere disciplines op het gebied van economie, IT-wetenschappen, management, design, toegepaste kunsten, media, milieu-management, event-management enz.
Iedere twee jaar in de maand september organiseert de University of Applied Sciences Europe samen met participanten uit overheid, wetenschap (o.a. de  FernUniversität te Hagen) en bedrijfsleven een economische conferentie. Deze draagt de naam  Campus Symposium en wordt in een tentenstad te Iserlohn gehouden. Het Campus Symposium wordt in principe door gevorderde studenten en pas afgestudeerden georganiseerd en geleid.  De conferentie vond tot en met 2018 in de even jaren plaats, vanaf 2021 zal ze in de oneven jaren gehouden worden. Doel van de conferentie, waarbij uit de politiek en het bedrijfsleven bekende personen lezingen geven, is het creëren van netwerken tussen jonge wetenschappers, overheid, wetenschap en bedrijfsleven, en het op deze wijze creëren van economische groei en innovatie.
Ten slotte is er het hoofdkantoor en één studielocatie van de Fachhochschule Südwestfalen in Iserlohn gevestigd. Deze technische HBO-opleidingsinstelling  leidt o.a. op tot ingenieur of tot leidinggevende technische beroepen in fabrieken en laboratoria.

## Bezienswaardigheden, cultuur, recreatie

### Kerkgebouwen
- De Mariakerk
- De evangelisch-lutherse St. Pancratiuskerk, is het oudste gebouw van de stad. De toren is 11e-eeuws. De kerk draagt de bijnaam Bauernkirche (boerenkerk).
- De 18e-eeuwse gereformeerde kerk aan de Wermingser Straße in het centrum had een beroemd, in 1847 gebouwd orgel, waarvan nog fragmenten, alsmede de orgelkast bewaard zijn gebleven. De kerk is alleen nog voor incidentele korte diensten in gebruik en dient ook als inloopkerk voor alle gezindten. Incidenteel worden concerten in het kerkgebouw gehouden.
- In het dorp Hennen staat de monumentale, 12e-eeuwse, evangelisch-lutherse, in romaanse stijl gebouwde Johanneskerk. Het dorp dankt zijn naam waarschijnlijk aan Johannes. Of dit Johannes de Doper of Johannes de Evangelist betreft, is onduidelijk.
- Het grootste kerkgebouw van de gemeente Iserlohn is de neogotische rooms-katholieke kerk te Letmathe, die de bijnaam Lenne-Dom heeft. Deze in 1914 voltooide kerk  Kiliaankerk werd ontworpen door Joseph Buchkremer, de architect die ook de voltooiing van de reconstructie van de Dom te Aken op zijn naam heeft staan.

### Musea e.d.
- De Dechenhöhle, een der bezienswaardigste druipsteengrotten van Duitsland, met het bijbehorende Duitse Grottenmuseum, is te bezichtigen.
- Het Stadtmuseum, dat de geschiedenis van Iserlohn belicht, bezit o.a. een fraaie collectie 18e-eeuwse Iserlohner tabakdozen. Het is gevestigd in een uit 1763 daterend, barok gebouw, dat naast de St. Pancratiuskerk staat. Onder het gebouw bevindt zich een voor museumbezoekers toegankelijke schuilkelder uit de Tweede Wereldoorlog.
- De Historische Fabrikanlage Maste-Barendorf bestaat uit circa 10 uit het begin van de 19e eeuw daterende gebouwen, die een semi-industrieel metaal verwerkend bedrijf herbergden. In dit openluchtmuseum kan men o.a. kennis nemen van de manier, waarop in de 19e eeuw naalden werden gemaakt. Rondom het museum ligt een park met dagrecreatievoorzieningen. Het complex ligt ten noorden van het centrum van Iserlohn.
- In het dorp Oestrich staat, in een 18e-eeuws vakwerkgebouwtje, een in 1983 gereconstrueerde  historische smidse, Kettenschmiede Teves.
- In een niet ver van het centrum gelegen, rond 1800 gebouwd vakwerkhuis, dat als metaalbewerkingsfabriek dienst gedaan heeft, is het Museum für Handwerk und Postgeschichte gevestigd. Het toont de gereedschappen en belicht de geschiedenis van diverse oude ambachten en de historie van de sedert het midden van de 18e eeuw in de stad aanwezige posterijen.
- Het Märkische Gymnasium heeft in 1993 een groot schoolproject uitgewerkt tot een bescheiden eigen museum op het gebied van archeologie en paleontologie. Dit in de school gevestigde museum draagt de naam Hemberg-Museum.
- Kunstgalerie Villa Wessel aan de Gartenstraße, biedt regelmatige wisseltentoonstellingen van voornamelijk 20e-eeuwse kunst.

### Overige
- Het in 1964 gebouwde Parktheater is een schouwburg, waarvan de grootste zaal circa 800 zitplaatsen heeft. Enkele kleinere zalen kunnen 100-250 bezoekers onderbrengen. Het Parktheater kan ook als concertzaal en operagebouw worden gebruikt.
- In het muziekleven is Jazzclub Henkelmann, met internationaal bekend repertoire, de meest opvallende concertzaal van de stad.
- De in 1909 gebouwde, naar Ernst Danz (zie onder) genoemde, uitzichttoren Danzturm (hoogte van de voet van de toren: 384 meter boven zeeniveau; hoogte van de toren zelf: 28 meter) kan, als het naastgelegen horecabedrijf geopend is, beklommen worden (100 traptreden). De toren staat op een beboste heuvel ten zuidwesten van de stad.
- Een tweede uitzichttoren, de in 1914 voltooide Bismarckturm, staat op een 338 meter hoge heuvel ten noordoosten van Iserlohn, op de gemeentegrens met Hemer. De 14 meter hoge toren is slechts bij hoge uitzondering te bezichtigen of te beklimmen.
- Hier dichtbij ligt het stuwmeertje Seilersee met uitgebreide dagrecreatie- en sportfaciliteiten, waaronder de twee grootste zwembaden van de stad.

## Sport
- Iserlohn Roosters is een ijshockeyteam uit Iserlohn, dat al vele jaren op het hoogste niveau, de Bundesliga, speelt.
- De ERG Iserlohn behoort tot de sterkste rolhockeyclubs van geheel Duitsland en was in deze tak van sport o.a. in 2017 nationaal kampioen.

## Partnersteden
Partnersteden van Iserlohn zijn:
- Almelo - sinds 1954
- Auchel- sinds 1975
- Biel (stad) - sinds 1959
- Chorzów - sinds 2004
- Glauchau - sinds 1991
- Hall in Tirol - sinds 1967
- Laventie - sinds 1975
- Novotsjerkassk - sinds 1990
- Nyíregyháza - sinds 1989

## Bekende inwoners van Iserlohn

### Geboren
- Hermann Diedrich Piepenstock (1782-1843), grootondernemer in de metaalsector. Hij was een sprekend voorbeeld voor de ontwikkeling van de metaalindustrie te Iserlohn, en de verhuizing daarvan naar het Ruhrgebied in het midden van de 19e eeuw.
- Wilhelm Wessel (1904-1971), schilder en graficus, een belangrijk Duits vertegenwoordiger van de informele schilderkunst; hij exposeerde eenmaal in het Stedelijk Museum Amsterdam; in zijn atelier werd de Galerie Villa Wessel te Iserlohn gevestigd.
- Ulrich Walter (1954), ruimtevaarder
- Matthias Mellinghaus (1965), roeier en regie-assistent
- Liane Wiegelmann (1974), zangeres van Tic Tac Toe
- David Beckmann (2000), autocoureur

### Overleden
- Ernst Danz (Neustadt, West-Pruisen, 1822-1905), leraar aan het gymnasium; maakte zich reeds in de late 19e eeuw sterk voor herbebossing van kaalgekapt heuvelland en voor natuurbescherming, alsmede voor de wandelsport. Te zijner ere is de Danzturm opgericht. Ernst Danz verkreeg in 1902 het ereburgerschap van Iserlohn.

## Galerij

### Kerkgebouwen

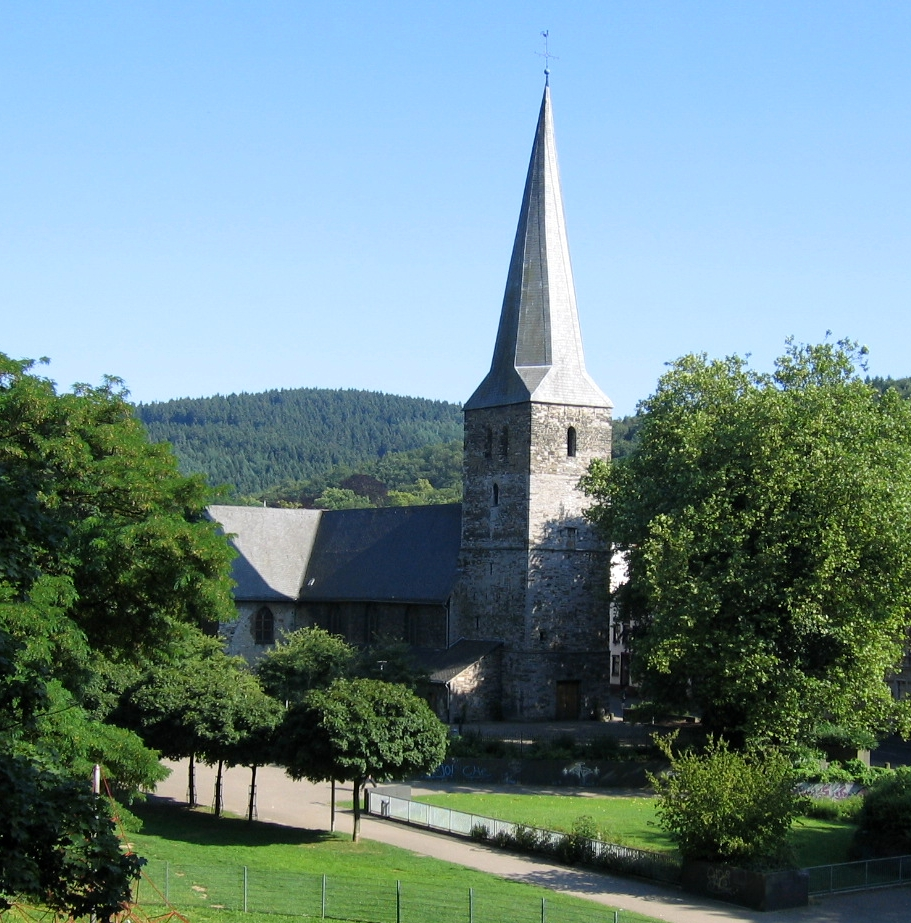
St. Pancratiuskerk
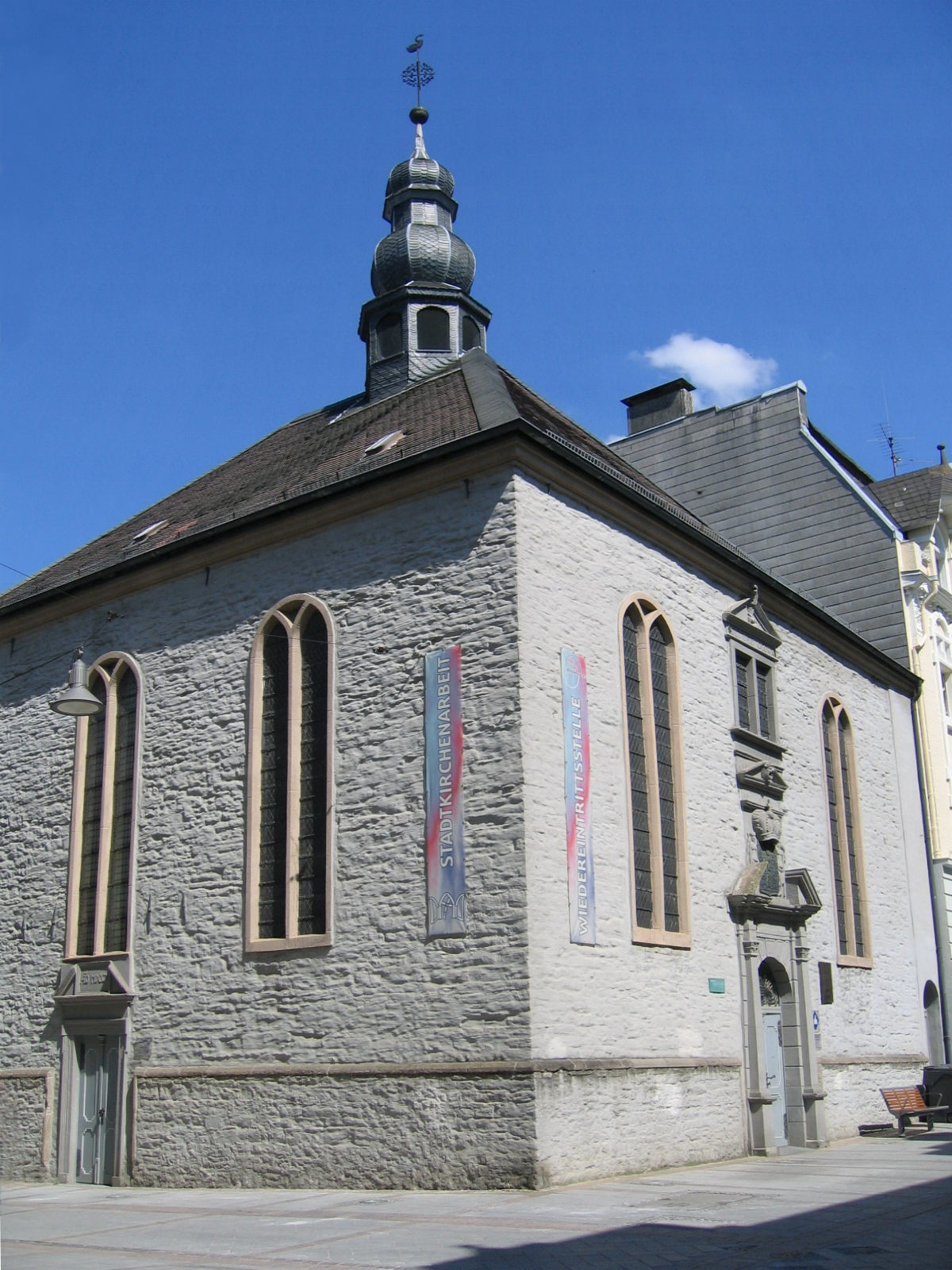
Gereformeerde kerk
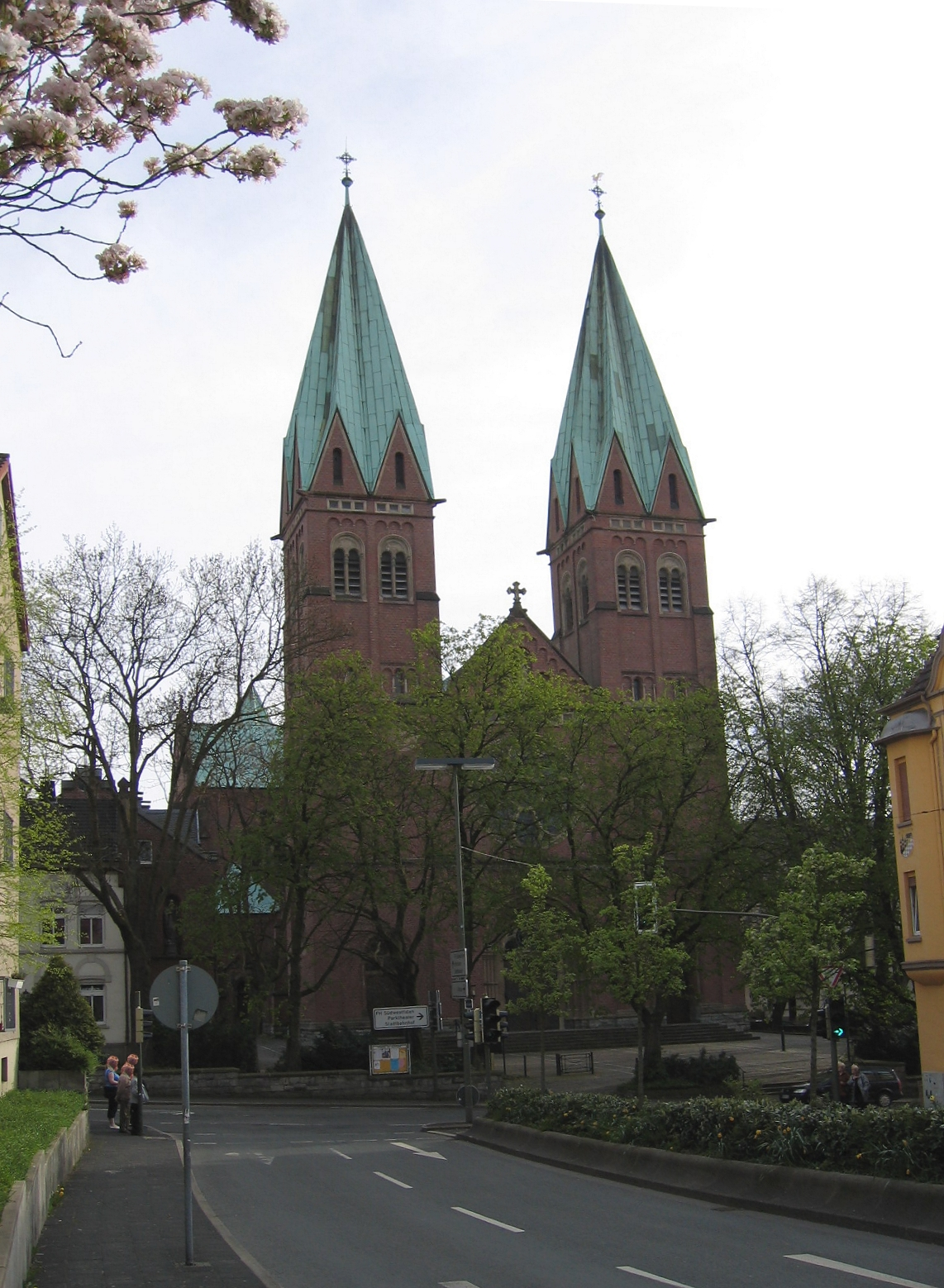
R.K. St.-Aloysiuskerk, Iserlohn (1895)
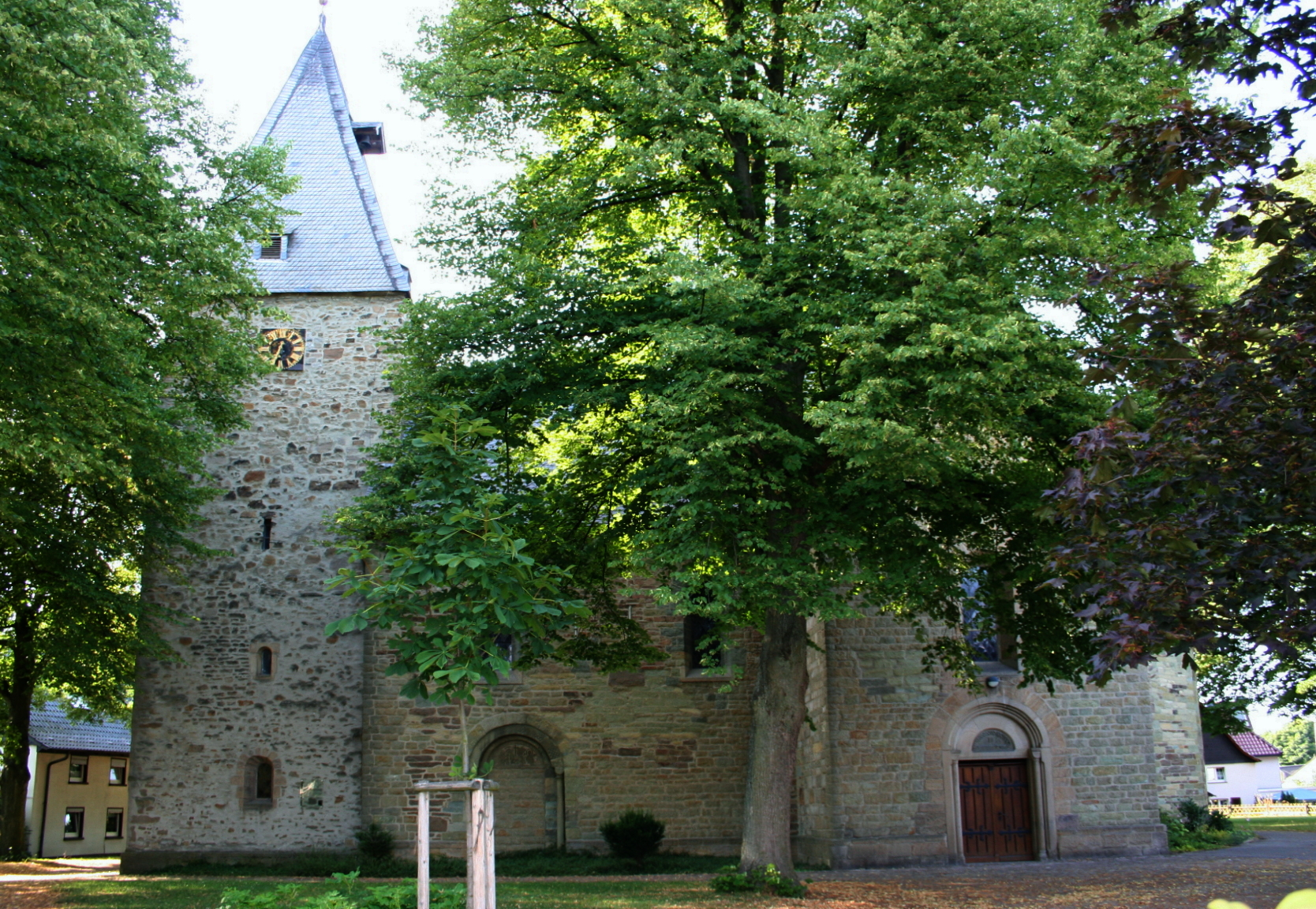
Hennen, Johanneskerk
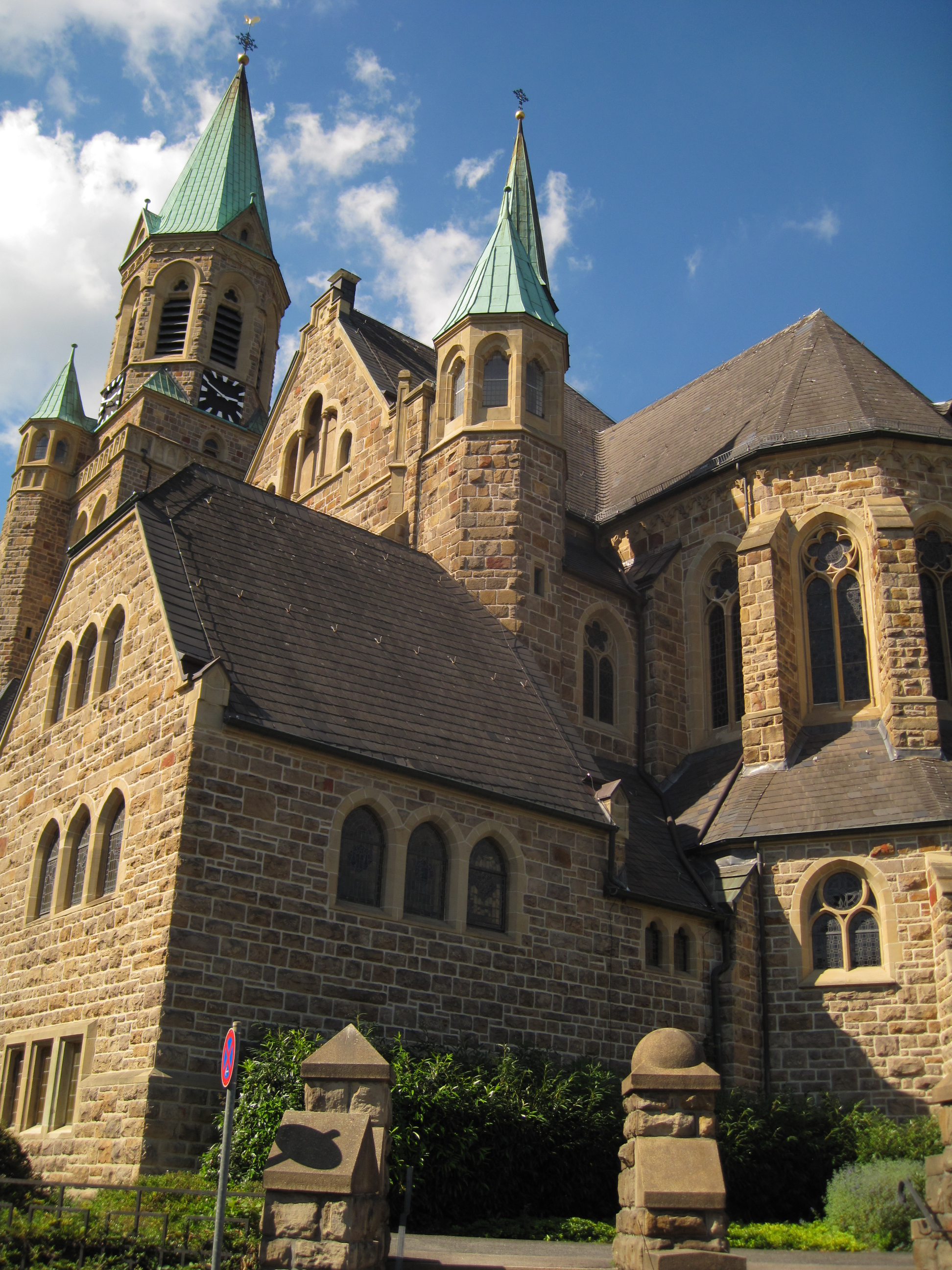
Kiliaankerk, Letmathe

### Musea

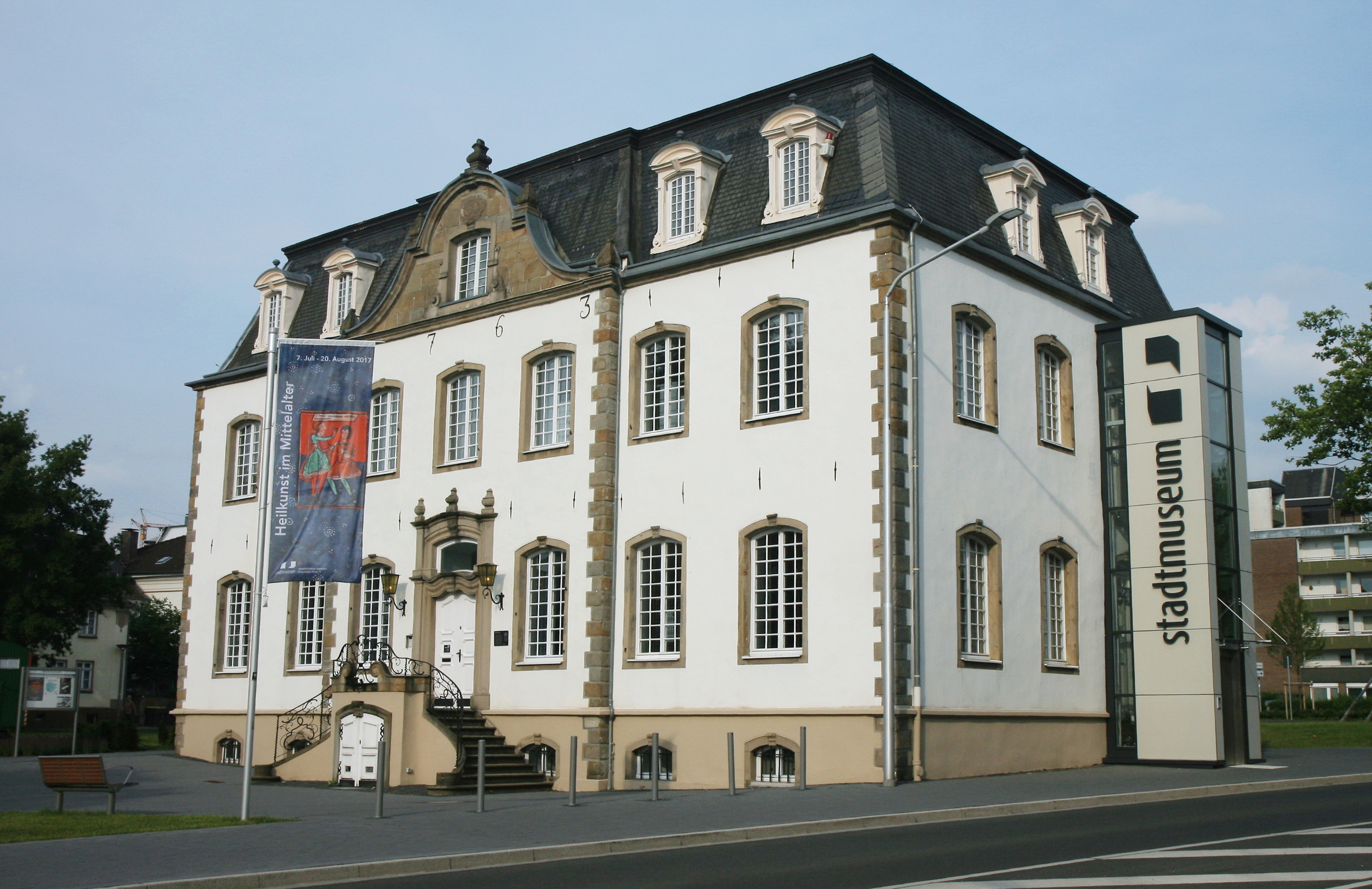
Stadtmuseum Iserlohn
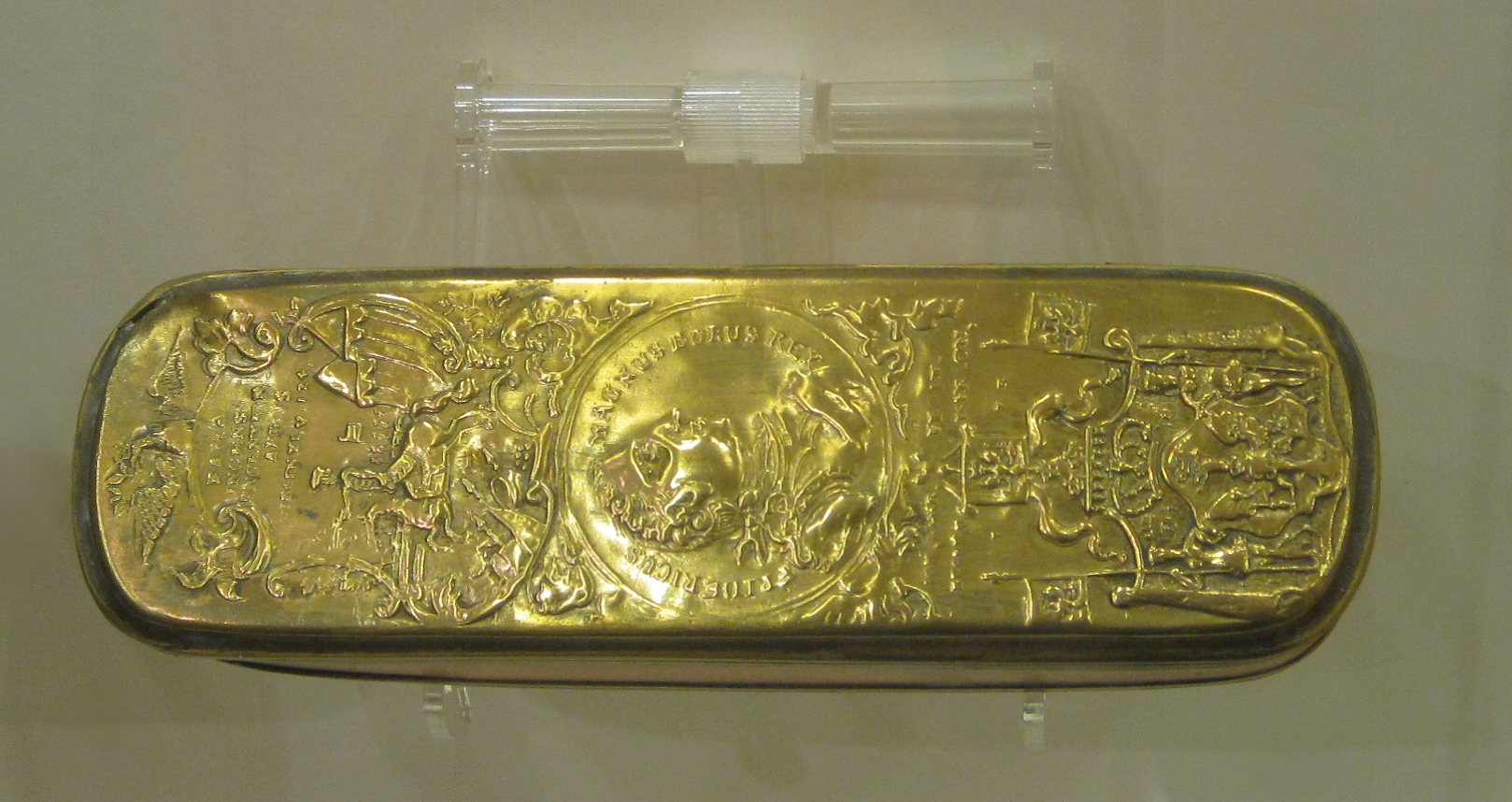
18e-eeuwse tabakdoos in het Stadtmuseum
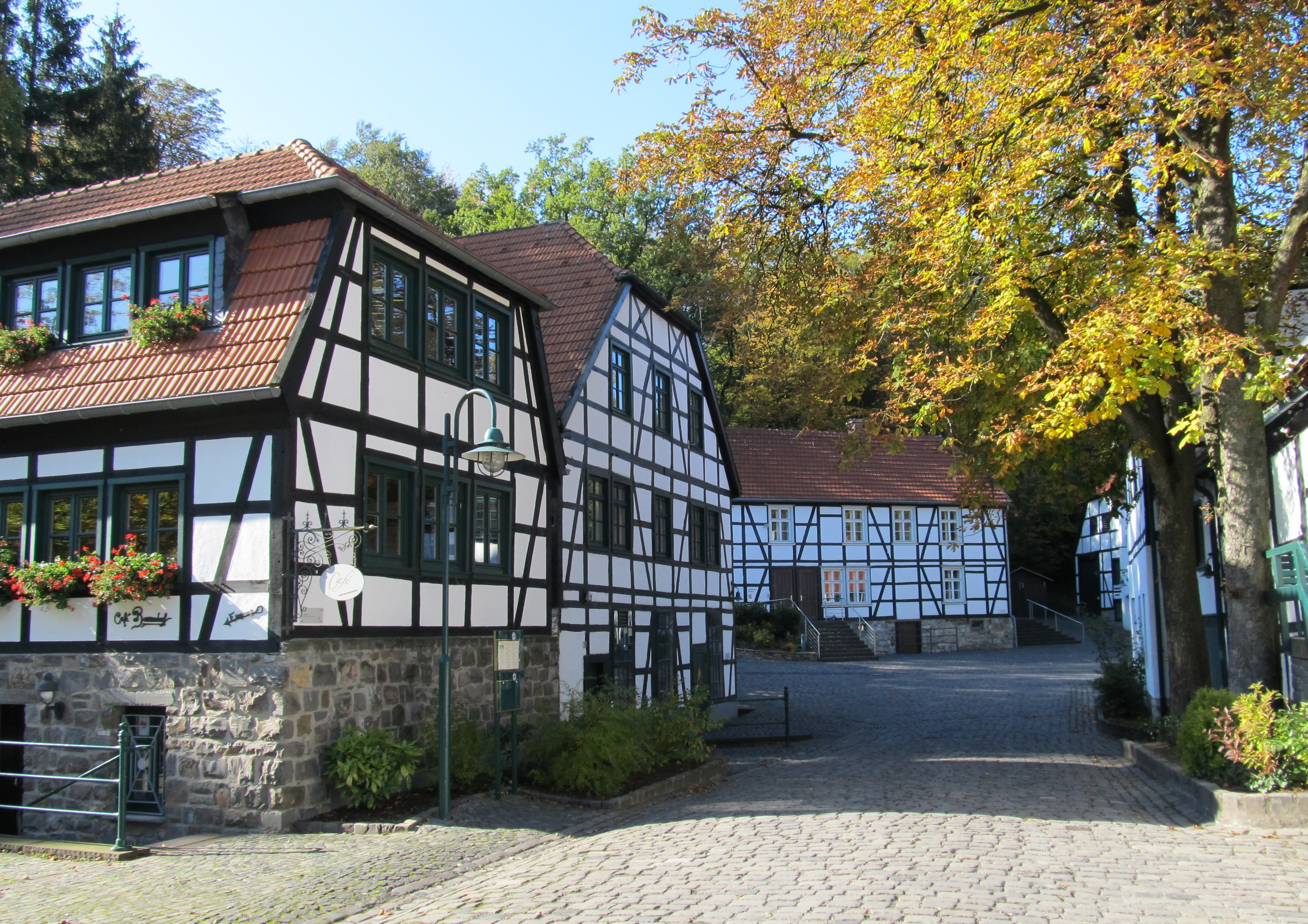
Historische Fabrikanlage Maste-Barendorf
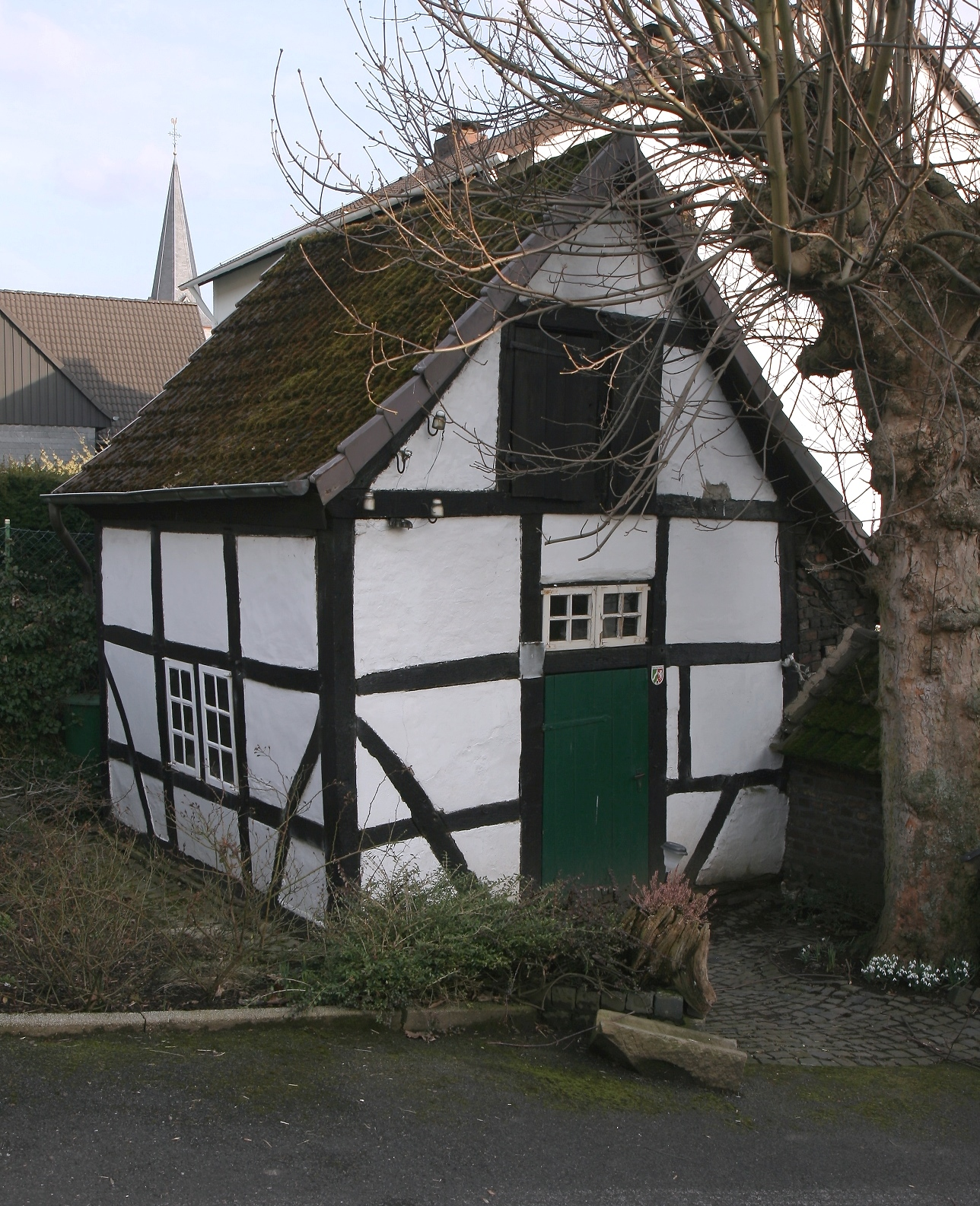
Kettingensmidse Teves
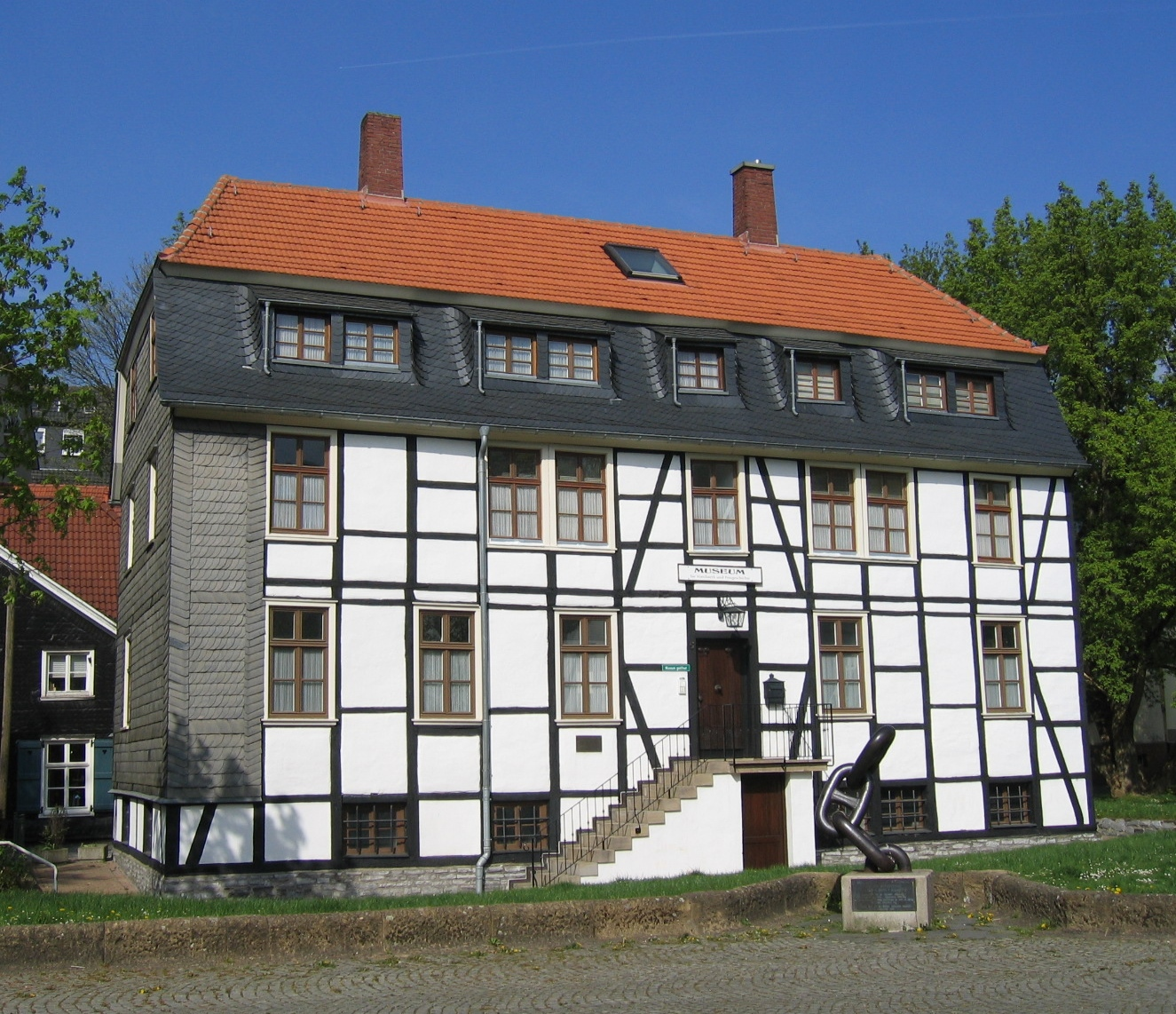
Ambachten- en postmuseum
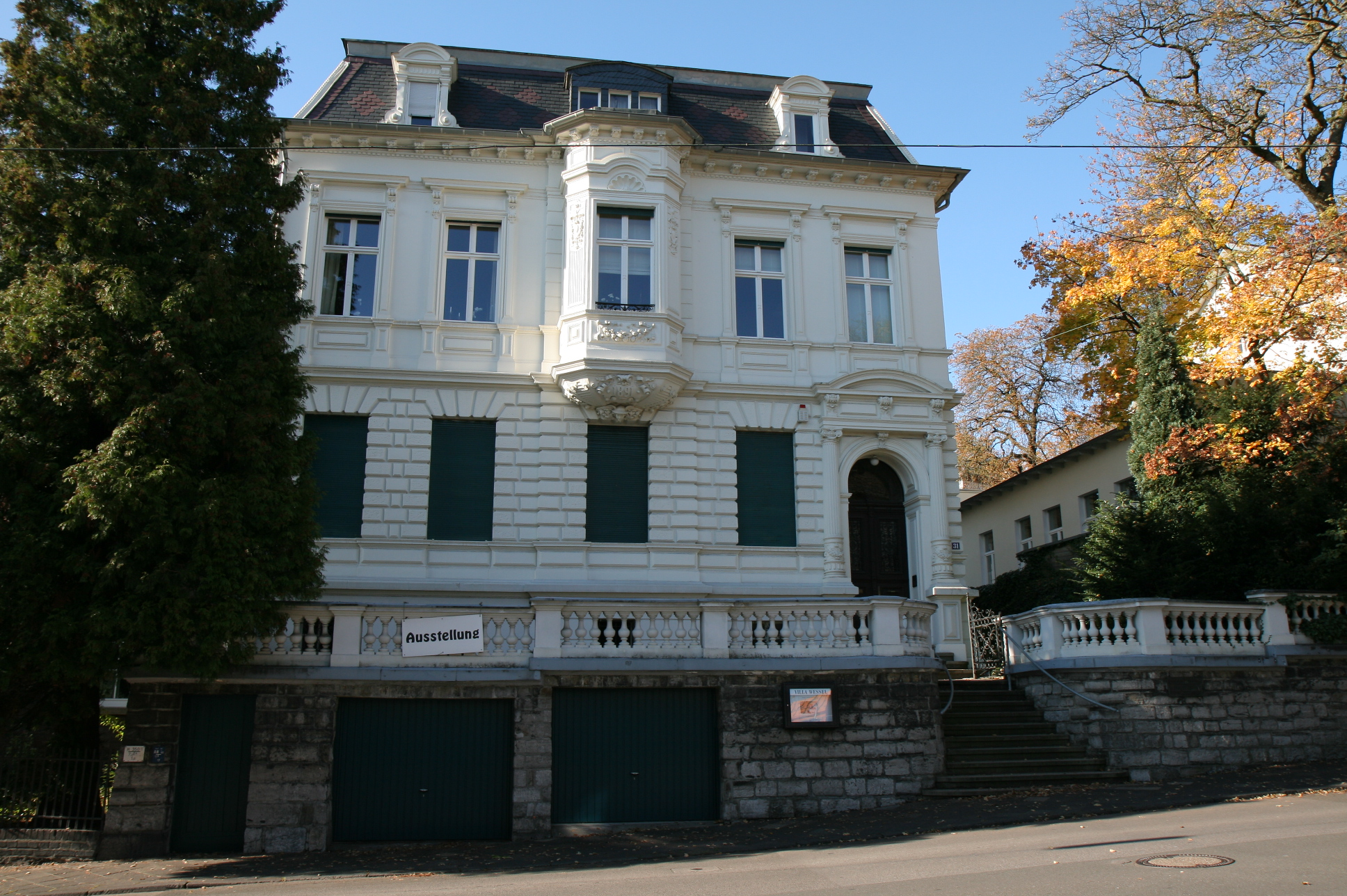
Villa Wessel

### Overige

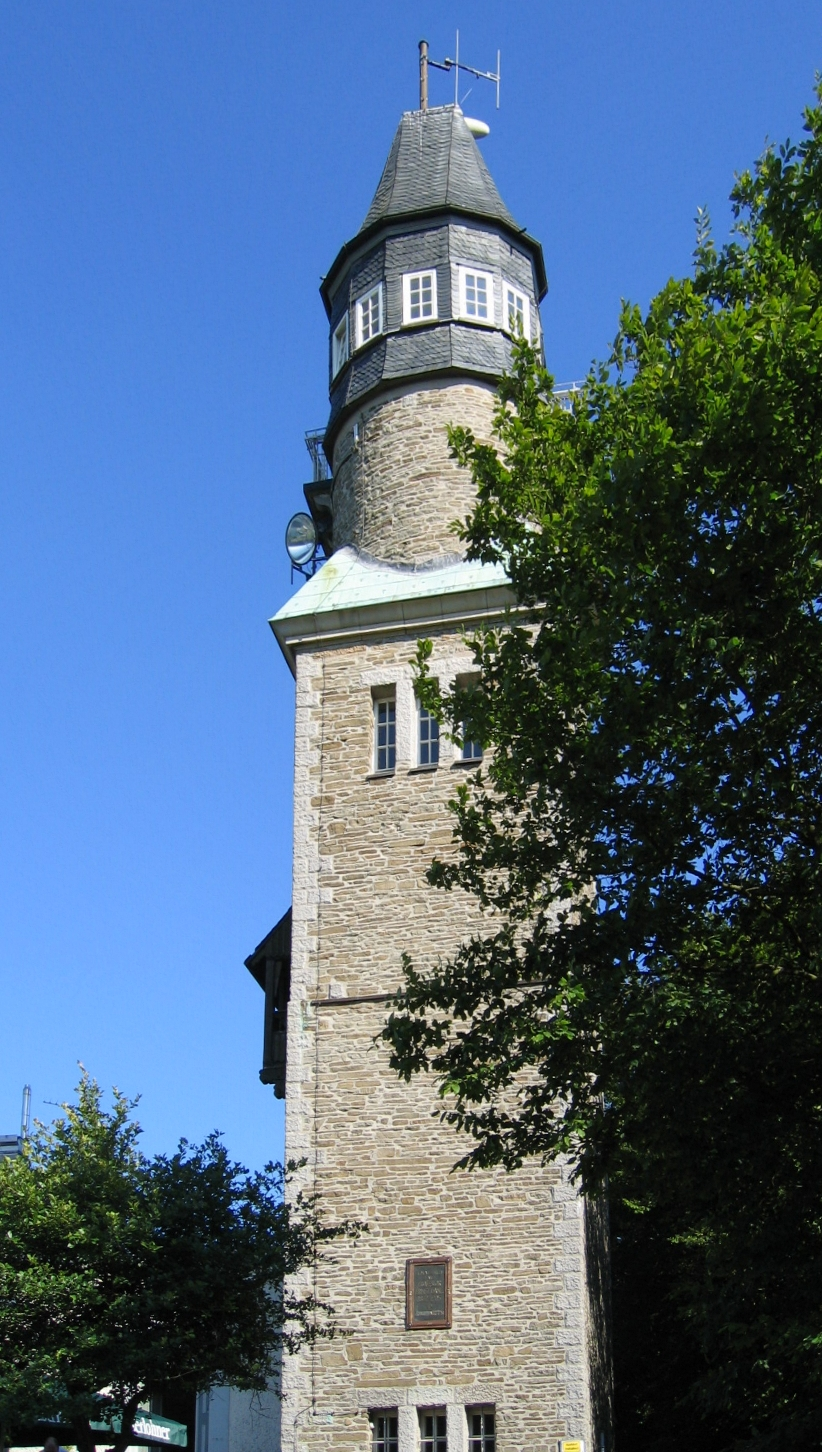
Danzturm
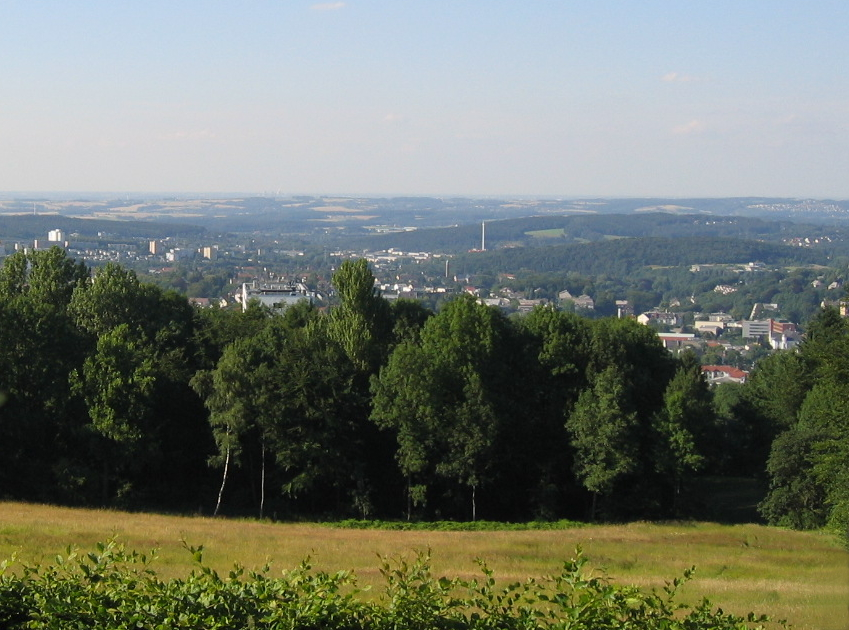
Gezicht op Iserlohn vanaf de Danzturm
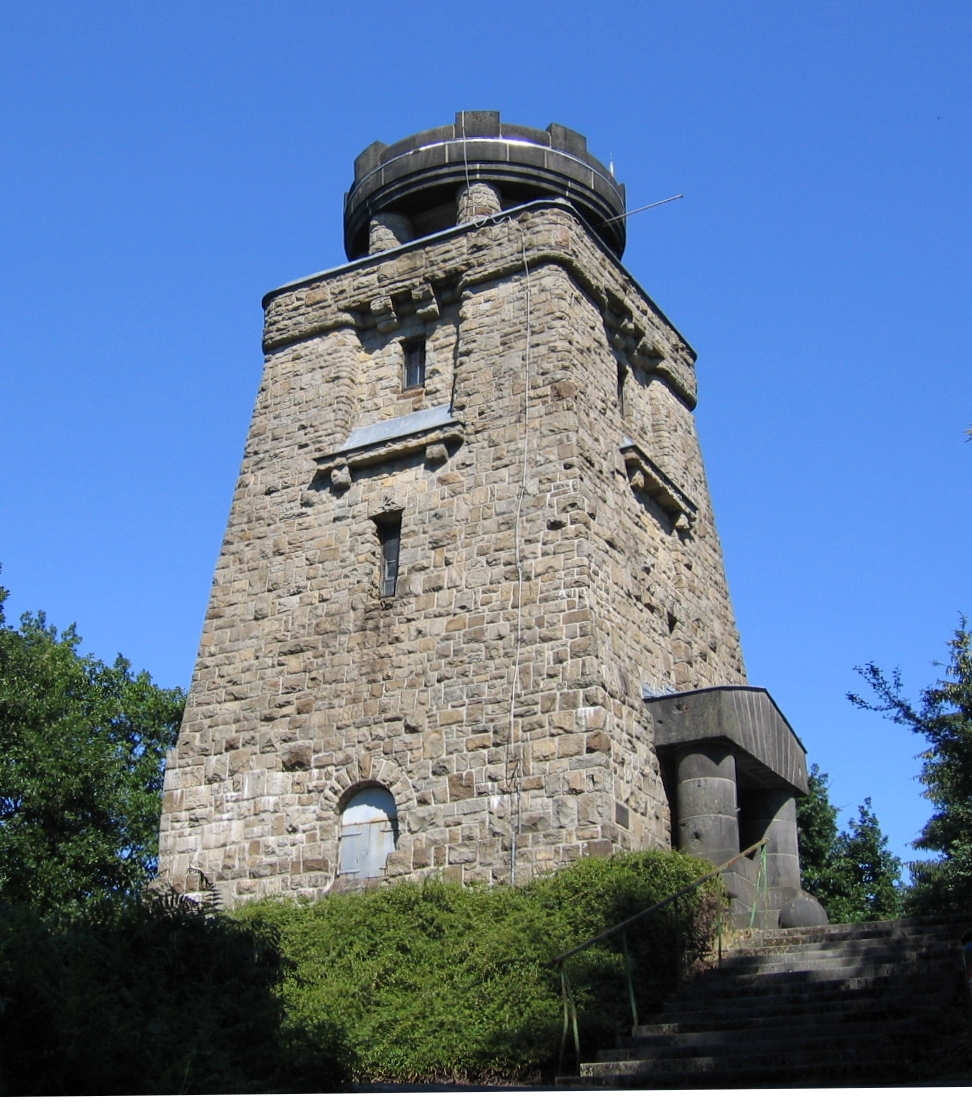
Bismarck-toren
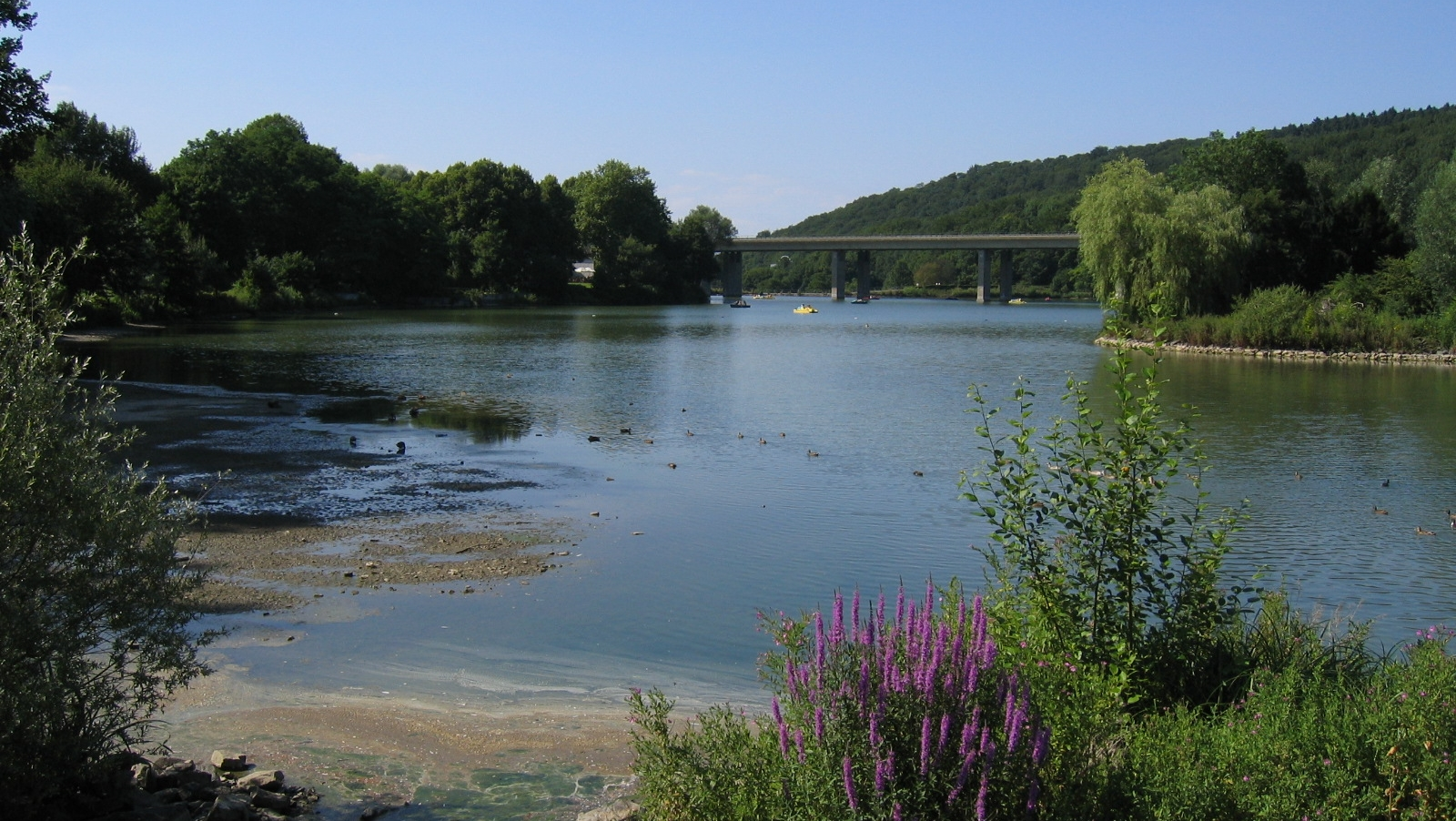
De Seilersee
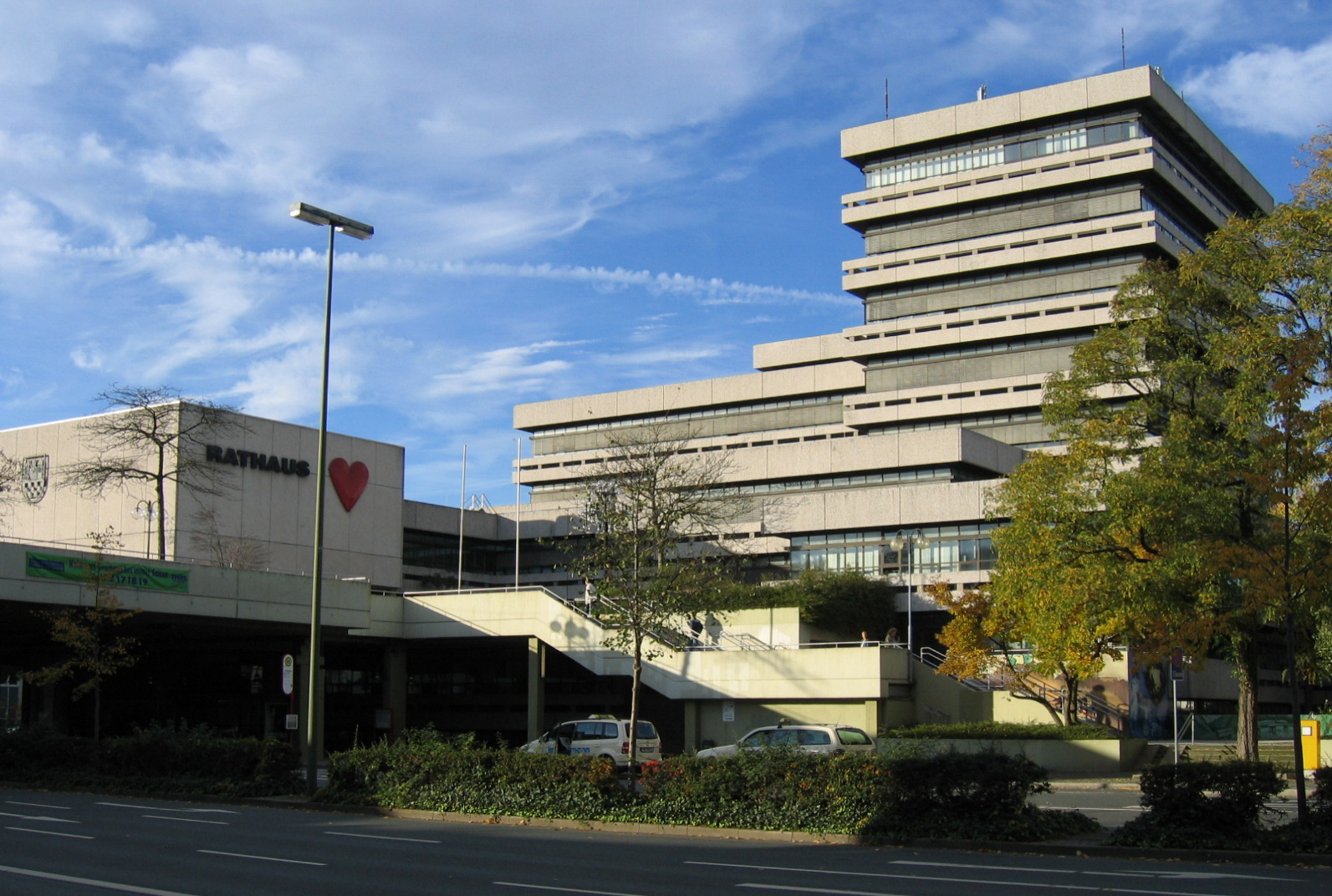
Gemeentehuis
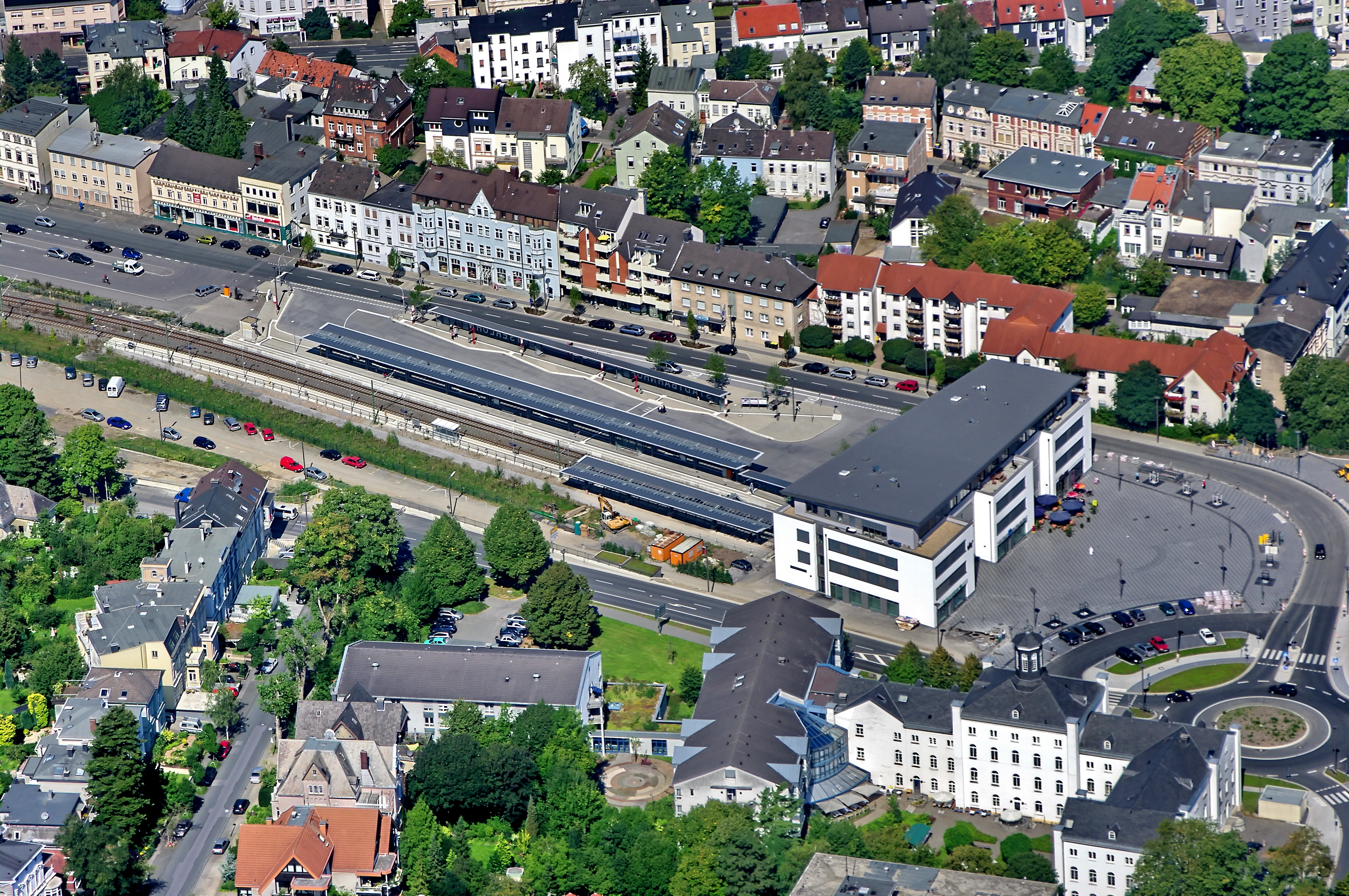
Station Iserlohn, 2008